# NightMoves Award
Der NightMoves Adult Entertainment Award ist ein Pornofilmpreis, der von NightMoves, einem seit 1987 veröffentlichten Erotik-Magazin, vergeben wird. Die Auszeichnungen werden seit 1993 vergeben und hießen ursprünglich Central Florida Adult Entertainment Awards.
Der NightMoves Award ist die drittälteste Auszeichnung der Pornoindustrie, nach dem AVN Award und dem XRCO Award. Seit 1998 werden in vielen Kategorien zwei Preise vergeben: eine von Fans (Fan’s Choice) und eine von den Herausgebern von NightMoves (Editors’s Choice). NightMoves war das erste Magazin, das vor allem seine Leser abstimmen ließ und auch das erste Magazin, das seine Preise per Online-Voting vergab.
Die Awards wurden an unterschiedlichen Veranstaltungsorten vergeben, darunter The Krush in Tampa 1995 und 1996, Club XS in Downtown Tampa 1997 bis 1999, Stormin’s Palace in Clearwater in 2000, 2001 und 2004, Pinellas Expo Center in Pinellas Park 2002, Twilight in Tampa 2003, Bricktown 54 in Clearwater von 2005 bis 2007, the Dallas Bull in Tampa 2008 bis 2012 und der Tampa Gold Club von 2013 bis 2015. Moderator war bis 2020 immer Ron Jeremy.

## Darstellerpreise
Wie bei vielen Awards der Pornoindustrie wurde der Award in zahlreichen Kategorien vergeben, die auch häufig wechselten. Im Folgenden eine Liste der Preisträger.

### Best Actor
| Jahr | Fan’s Choice     | Editor’s Choice  |
| ---- | ---------------- | ---------------- |
| 1995 | Steven St. Croix |                  |
| 1996 | Mike Horner      |                  |
| 1997 | Rocco Siffredi   |                  |
| 1998 | Mike Horner      | Peter North      |
| 1999 | Peter North      | Randy Spears     |
| 2000 | Seymore Butts    | Herschel Savage  |
| 2001 | Evan Stone       | Dillon Day       |
| 2002 | Sean Michaels    | Randy Spears     |
| 2003 | Barrett Blade    | Nick Manning     |
| 2004 | Lexington Steele | Steven St. Croix |
| 2005 | Randy Spears     | Eric Masterson   |
| 2006 | Evan Stone       | Manuel Ferrara   |
| 2007 | Barrett Blade    | Marcus London    |
| 2019 | Seth Gamble      | Tommy Pistol     |
| 2020 | Seth Gamble      |                  |
| 2021 | Tommy Pistol     |                  |
| 2022 | Seth Gamble      |                  |
| 2023 | Tommy Pistol     |                  |
| 2024 | Mick Blue        |                  |

### Best Actress
| Jahr | Fan’s Choice   | Editor’s Choice |
| ---- | -------------- | --------------- |
| 1995 | Kylie Ireland  |                 |
| 1996 | Jenna Jameson  |                 |
| 1997 | Jenna Jameson  |                 |
| 1998 | Serenity       | Midori          |
| 1999 | Alisha Klass   | Jill Kelly      |
| 2000 | Serenity       | Juli Ashton     |
| 2001 | Tera Patrick   | Julie Meadows   |
| 2002 | Jewel De’Nyle  | Jessica Drake   |
| 2003 | Devon          | Belladonna      |
| 2004 | Alexis Amore   | Stormy Daniels  |
| 2005 | Carmen Luvana  | Savanna Samson  |
| 2006 | Stormy Daniels | Jesse Jane      |
| 2007 | Eva Angelina   | Hillary Scott   |
| 2019 | Avi Love       | Romi Rain       |
| 2020 | Angela White   | Maitland Ward   |
| 2021 | Kenzie Reeves  |                 |
| 2022 | Kenzie Taylor  |                 |
| 2023 | Ana Foxxx      |                 |
| 2024 | Kira Noir      |                 |

### Best BBW Performer
| Jahr | Fan’s Choice   | Editor’s Choice |
| ---- | -------------- | --------------- |
| 2013 | Kelly Shibari  | Julie Cash      |
| 2014 | Kelly Shibari  | Lexxi Luxe      |
| 2015 | April Flores   | Becki Buttefly  |
| 2016 | Becki Buttefly | Samantha 38G    |

### Best Body
| Jahr | Fan’s Choice | Editor’s Choice |
| ---- | ------------ | --------------- |
| 2012 | Riley Steele | Chanel Preston  |
| 2013 | Riley Steele | Lexi Belle      |
| 2014 | Riley Steele | Asa Akira       |
| 2015 | Riley Steele | Adriana Chechik |
| 2016 | Riley Steele | Jessa Rhodes    |
| 2017 | Riley Steele | Jillian Janson  |
| 2018 | Lana Rhoades | Ariana Marie    |
| 2019 | Riley Steele | Alexis Fawx     |

### Best Boobs
| Jahr | Fan’s Choice  | Editor’s Choice    |
| ---- | ------------- | ------------------ |
| 2012 | Sara Jay      | Charlee Chase      |
| 2013 | Kelly Madison | Sophie Dee         |
| 2014 | Vicky Vette   | Allison Moore      |
| 2015 | Britney Amber | Romi Rain          |
| 2016 | Keisha Grey   | Angela White       |
| 2017 | Angela White  | August Ames        |
| 2018 | Angela White  | Kagney Linn Karter |
| 2019 | Karma RX      | Angela White       |

### Best Butt
| Jahr | Fan’s Choice   | Editor’s Choice |
| ---- | -------------- | --------------- |
| 2012 | Alexis Texas   | Asa Akira       |
| 2013 | Jessie Rogers  | Nikki Delano    |
| 2014 | Maddy O’Reilly | Nikki Delano    |
| 2015 | Alexis Texas   | AJ Applegate    |
| 2016 | Megan Rain     | Nikki Delano    |
| 2017 | Nikki Delano   | Abella Danger   |
| 2018 | Ivy Labelle    | Abella Danger   |
| 2019 | Abella Danger  | Luna Star       |

### Best Cam Model, Individual Site
| Jahr | Fan’s Choice   | Editor’s Choice |
| ---- | -------------- | --------------- |
| 2012 | TheLisaAnn.com | JoAnnaAngel.com |
| 2017 | Kissa Sins     | Jenny Blighe    |

### Best Ethnic Performer
| Jahr | Fan’s Choice | Editor’s Choice |
| ---- | ------------ | --------------- |
| 2013 | Asa Akira    | Misty Stone     |

### Best Feature Dancer
| Jahr | Fan’s Choice    | Editor’s Choice         |
| ---- | --------------- | ----------------------- |
| 2002 | Gina Lynn       |                         |
| 2003 | Felicia Fox     | Teri Weigel             |
| 2004 | Lori Alexia     | Devon Michaels          |
| 2005 | Tyler Faith     | Lexi Lamour             |
| 2006 | Alexis Amore    | Vivian West             |
| 2007 | Stormy Daniels  | Gina Lynn               |
| 2008 | Sunny Lane      | Teagan Presley          |
| 2009 | Teagan Presley  | Jenna Haze              |
| 2010 | Jesse Jane      | Daisy Duxe              |
| 2011 | Jenna Haze      | Nikki Benz              |
| 2012 | Nikki Benz      | Prinzzess Felicity Jade |
| 2013 | Christia Aguchi | Gia Nova                |
| 2014 | Lexi Belle      | Richelle Ryan           |
| 2015 | Nikki Delano    | Richelle Ryan           |
| 2016 | Jillian Janson  | Richelle Ryan           |
| 2017 | Adriana Chechik | Angela Sommers          |
| 2018 | Adriana Chechik | Nikki Delano            |
| 2019 | Elsa Jean       | Jillian Janson          |

### Best Feature Showgirl
| Jahr | Fan’s Choice | Editor’s Choice |
| ---- | ------------ | --------------- |
| 2014 | Dakota Skye  | RubberDoll      |
| 2015 | Gia Nova     | Jordan Skye     |
| 2016 | Natasha Nova | Jaded Dawn      |
| 2017 | Natasha Nova | RubberDoll      |
| 2018 | Natasha Nova | Janine Jericho  |
| 2019 | Annie Lane   | Bellzora        |

### Best Female Performer
| Jahr | Fan’s Choice    | Editor’s Choice |
| ---- | --------------- | --------------- |
| 1995 | Kylie Ireland   |                 |
| 1996 | Jenna Jameson   |                 |
| 1997 | Jenna Jameson   |                 |
| 1998 | Serenity        | Midori          |
| 1999 | Alisha Klass    | Jill Kelly      |
| 2000 | Serenity        | Juli Ashton     |
| 2001 | Tera Patrick    | Julie Meadows   |
| 2002 | Jewel De’Nyle   | Jessica Drake   |
| 2003 | Devon           | Belladonna      |
| 2004 | Alexis Amore    | Stormy Daniels  |
| 2005 | Carmen Luvana   | Savanna Samson  |
| 2006 | Stormy Daniels  | Jesse Jane      |
| 2007 | Eva Angelina    | Hillary Scott   |
| 2008 | Bree Olson      | Kaylani Lei     |
| 2009 | Bree Olson      | Jessica Drake   |
| 2010 | Kayden Kross    | Teagan Presley  |
| 2011 | Alexis Texas    | Chanel Preston  |
| 2012 | Jesse Jane      | Lexi Belle      |
| 2013 | Chanel Preston  | Britney Amber   |
| 2014 | Bonnie Rotten   | Remy LaCroix    |
| 2015 | Anikka Albrite  | Jillian Janson  |
| 2016 | Adriana Chechik | Abella Danger   |
| 2017 | Adriana Chechik | Eva Lovia       |
| 2018 | Sarah Vandella  | Britney Amber   |
| 2019 | Adriana Chechik | Kenzie Taylor   |
| 2020 | Adriana Chechik | Emily Willis    |
| 2021 | Adriana Chechik | Brooklyn Chase  |
| 2022 | Blake Blossom   |                 |
| 2023 | Angela White    |                 |
| 2024 | Cherry Kiss     |                 |

### Best Girl/Girl / All-Girl Performer
| Jahr | Fan’s Choice      | Editor’s Choice |
| ---- | ----------------- | --------------- |
| 2018 | Charlotte Stokely | Darcie Dolce    |
| 2019 | Charlotte Stokely | Jenna Sativa    |
| 2020 | Charlotte Stokely |                 |
| 2021 | Kenna James       | Alex Coal       |
| 2022 | Lauren Phillips   |                 |
| 2023 | Aidra Fox         |                 |
| 2024 | Lauren Phillips   |                 |

### Best Ink
| Jahr | Fan’s Choice  | Editor’s Choice |
| ---- | ------------- | --------------- |
| 2013 | Bonnie Rotten | Joanna Angel    |
| 2014 | Romi Rain     | Bonnie Rotten   |
| 2015 | Bonnie Rotten | Kleio Valentien |

### Best Latina Performer
| Jahr | Fan’s Choice    | Editor’s Choice |
| ---- | --------------- | --------------- |
| 2012 | Abella Anderson | Nikki Delano    |

### Best Male Performer
| Jahr | Fan’s Choice     | Editor’s Choice  |
| ---- | ---------------- | ---------------- |
| 1995 | Steven St. Croix |                  |
| 1996 | Mike Horner      |                  |
| 1997 | Rocco Siffredi   |                  |
| 1998 | Mike Horner      | Peter North      |
| 1999 | Peter North      | Randy Spears     |
| 2000 | Seymore Butts    | Herschel Savage  |
| 2001 | Evan Stone       | Dillon Day       |
| 2002 | Sean Michaels    | Randy Spears     |
| 2003 | Barrett Blade    | Nick Manning     |
| 2004 | Lexington Steele | Steven St. Croix |
| 2005 | Randy Spears     | Eric Masterson   |
| 2006 | Evan Stone       | Manuel Ferrara   |
| 2007 | Barrett Blade    | Marcus London    |
| 2008 | Tommy Gunn       | Evan Stone       |
| 2009 | Derrick Pierce   | Evan Stone       |
| 2010 | Evan Stone       | James Deen       |
| 2011 | Evan Stone       | Tommy Gunn       |
| 2012 | James Deen       | Brendon Miller   |
| 2013 | Manuel Ferrara   | Eric Everhard    |
| 2014 | Eric Everhard    | James Deen       |
| 2015 | Ryan Driller     | Steven St Croix  |
| 2016 | Seth Gamble      | Manuel Ferrara   |
| 2017 | Xander Corvus    | Mick Blue        |
| 2018 | Markus Dupree    | Xander Corvus    |
| 2019 | Charles Dera     | Ramon Nomar      |
| 2020 | Manuel Ferrara   |                  |
| 2021 | Manuel Ferrara   |                  |
| 2022 | Manuel Ferrara   |                  |
| 2023 | Isiah Maxwell    |                  |
| 2024 | Isiah Maxwell    |                  |

### Best MILF Performer
| Jahr | Fan’s Choice | Editor’s Choice |
| ---- | ------------ | --------------- |
| 2010 | Vicky Vette  | Tanya Tate      |
| 2011 | Francesca Lé | Priya Rai       |
| 2012 | Lisa Ann     | Tanya Tate      |
| 2013 | Julia Ann    | Brandi Love     |
| 2014 | Lisa Ann     | Tanya Tate      |
| 2015 | Kendra Lust  | Ava Addams      |
| 2016 | Kendra Lust  | Tanya Tate      |
| 2017 | Kendra Lust  | Tanya Tate      |
| 2018 | Brandi Love  | Bridgette B     |
| 2019 | Bridgette B  | Brandi Love     |
| 2020 | Brandi Love  |                 |
| 2021 | Alexis Fawx  |                 |
| 2022 | Rachel Starr |                 |
| 2023 | Natasha Nice |                 |
| 2024 | Penny Barber |                 |

### Best New Starlet
| Jahr | Fan’s Choice    | Editor’s Choice |
| ---- | --------------- | --------------- |
| 1995 | Jenna Jameson   |                 |
| 1996 | Missy           |                 |
| 1997 | Lovette         |                 |
| 1998 | Jessica Darlin  | Alisha Klass    |
| 1999 | Claudia Chase   | Jewel De’Nyle   |
| 2000 | Inari Vachs     | Tera Patrick    |
| 2001 | Briana Banks    | Ryan Conner     |
| 2002 | Hannah Harper   | Calli Cox       |
| 2003 | Carmen Luvana   | Jesse Jane      |
| 2004 | Avy Scott       | Krystal Steal   |
| 2005 | Keri Sable      | Sunny Lane      |
| 2006 | Jenna Presley   | Taryn Thomas    |
| 2007 | Shay Jordan     | Bree Olson      |
| 2008 | Alexis Texas    | Moxxie Maddron  |
| 2009 | Jayden Jaymes   | Angelina Armani |
| 2010 | Raven Alexis    | Chanel Preston  |
| 2011 | Abella Anderson | Allie Haze      |
| 2012 | Adrianna Luna   | Riley Reid      |
| 2013 | Anikka Albrite  | Rikki Six       |
| 2014 | Carter Cruise   | Keisha Grey     |
| 2015 | Summer Carter   | Morgan Lee      |
| 2016 | Kenzie Taylor   | Adria Rae       |
| 2017 | Lana Rhoades    | Sofi Ryan       |
| 2018 | Ella Knox       | Avi Love        |
| 2019 | Lacy Lennon     | Victoria Voxxx  |
| 2020 | Bella Rolland   | Kit Mercer      |
| 2021 | Skylar Vox      | Blake Blossom   |
| 2022 | Kenzie Anne     |                 |
| 2023 | Nicole Doshi    |                 |
| 2024 | Hailey Rose     |                 |

### Best Transsexual Performer
| Jahr | Fan’s Choice      | Editor’s Choice |
| ---- | ----------------- | --------------- |
| 2012 | Tiffany Starr     | Mia Isabella    |
| 2013 | Sarina Valentina  | Amy Daly        |
| 2014 | Venus Lux         | Jane Marie      |
| 2015 | Jessy Dubai       | TS Foxxy        |
| 2016 | Isabella Sorrenti | Jessy Dubai     |
| 2017 | Jessy Dubai       | Aubrey Kate     |
| 2018 | Aubrey Kate       | Chanel Santini  |
| 2019 | Foxxy             | Natalie Mars    |
| 2020 | Natalie Mars      |                 |
| 2021 | Aubrey Kate       |                 |
| 2022 | Aubrey Kate       |                 |
| 2023 | Emma Rose         |                 |
| 2024 | Brittany Kade     |                 |

### Unsung Performer of the Year
| Jahr | Fan’s Choice   | Editor’s Choice |
| ---- | -------------- | --------------- |
| 2019 | Gina Valentina | Kenzie Reeves   |

### Social Media Star
| Jahr | Fan’s Choice      | Editor’s Choice |
| ---- | ----------------- | --------------- |
| 2011 | Vicky Vette       | Bree Olson      |
| 2012 | Vicky Vette       | Tori Black      |
| 2013 | Bonnie Rotten     | Lisa Ann        |
| 2016 | Kendra Sunderland | Lelu Love       |
| 2017 | Anna Belle Peaks  | Lauren Phillips |
| 2018 | Nicolette Shea    | Tori Black      |
| 2019 | Riley Reid        | Lauren Phillips |

### Triple Play Award
| Jahr | Gewinner        |
| ---- | --------------- |
| 2006 | Stormy Daniels  |
| 2007 | Kylie Ireland   |
| 2008 | Belladonna      |
| 2009 | Gina Lynn       |
| 2010 | Jessica Drake   |
| 2011 | Marcus London   |
| 2012 | Joanna Angel    |
| 2013 | Seymore Butts   |
| 2014 | Kelly Shibari   |
| 2015 | James Bartholet |
| 2016 | Bonnie Rotten   |
| 2017 | Tanya Tate      |
| 2018 | Sara Jay        |
| 2019 | Miles Long      |
| 2023 | Lauren Phillips |

## Regiepreise

### Best Director
| Jahr | Fan’s Choice    | Editor’s Choice |
| ---- | --------------- | --------------- |
| 2002 | Brad Armstrong  |                 |
| 2003 | Sean Michaels   | Chloe           |
| 2004 | Justin Sterling | Pat Myne        |
| 2005 | John Stagliano  | Michael Ninn    |
| 2006 | Jules Jordan    | James Avalon    |
| 2007 | Robby D.        | Eli Cross       |
| 2008 | Stormy Daniels  | Jules Jordan    |
| 2009 | Jules Jordan    | Stormy Daniels  |
| 2010 | Jules Jordan    | Axel Braun      |
| 2011 | Axel Braun      | Joanna Angel    |

### Best Director — Feature
| Jahr | Fan’s Choice    | Editor’s Choice |
| ---- | --------------- | --------------- |
| 2014 | Brad Armstrong  | Jacky St. James |
| 2015 | Eli Cross       | Brad Armstrong  |
| 2016 | Stormy Daniels  | Kay Brandt      |
| 2017 | Brad Armstrong  | Jacky St. James |
| 2018 | Kay Brandt      | Will Ryder      |
| 2019 | Axel Braun      | Kayden Kross    |
| 2020 | Kayden Kross    |                 |
| 2021 | Kayden Kross    | Axel Braun      |
| 2022 | Kayden Kross    |                 |
| 2023 | Seth Gamble     |                 |
| 2024 | Ricky Greenwood |                 |

### Best Director — Non-Feature
| Jahr | Fan’s Choice   | Editor’s Choice |
| ---- | -------------- | --------------- |
| 2014 | Manuel Ferrara | Mason           |
| 2015 | Jules Jordan   | Rocco Siffredi  |
| 2016 | Mason          | Greg Lansky     |
| 2017 | Jules Jordan   | Axel Braun      |
| 2018 | Axel Braun     | Greg Lansky     |
| 2019 | Jonni Darkko   | Joanna Angel    |
| 2020 | Jules Jordan   |                 |
| 2021 | Jules Jordan   |                 |
| 2022 | Jonni Darkko   |                 |
| 2023 | Kayden Kross   |                 |
| 2024 | Kayden Kross   |                 |

### Best Director – Non-Parody
| Jahr | Fan’s Choice   | Editor’s Choice |
| ---- | -------------- | --------------- |
| 2012 | Belladonna     | Stormy Daniels  |
| 2013 | Brad Armstrong | Dana Vespoli    |

### Best Director — Parody
| Jahr | Fan’s Choice | Editor’s Choice |
| ---- | ------------ | --------------- |
| 2012 | Axel Braun   | Will Ryder      |
| 2013 | Axel Braun   | Will Ryder      |
| 2014 | Axel Braun   | Will Ryder      |
| 2015 | Axel Braun   | Will Ryder      |
| 2016 | Axel Braun   | Will Ryder      |
| 2017 | Axel Braun   | Joanna Angel    |

### Best New Director
| Jahr | Fan’s Choice | Editor’s Choice |
| ---- | ------------ | --------------- |
| 2005 | Celeste      | Stormy Daniels  |
| 2006 | Tommy Gunn   | Kimberly Kane   |

### Best Transsexual Director
| Jahr | Fan’s Choice | Editor’s Choice |
| ---- | ------------ | --------------- |
| 2018 | Dana Vespoli | Aiden Starr     |
| 2019 | Dana Vespoli | Ricky Greenwood |

### Behind The Scenes Award
| Jahr | Gewinner        |
| ---- | --------------- |
| 2019 | James Bartholet |

## Filmpreise

### Best All-Girl Release
| Jahr | Fan’s Choice                                          | Editor’s Choice                                 |
| ---- | ----------------------------------------------------- | ----------------------------------------------- |
| 2007 | The Predator – Wicked Pictures                        | No Man’s Land – No Man’s Land Productions/Metro |
| 2008 | Bree & Kayden – Adam & Eve                            | Women Seeking Women 40 – Girlfriends Films      |
| 2009 | Sun Goddess: Malibu – skinworXXX/Adam & Eve           | The Violation of Kylie Ireland – JM Productions |
| 2010 | Bree & Teagan – Adam & Eve                            | Lil’ Gaping Lesbians – Evil Angel               |
| 2011 | Mother-Daughter Exchange Club 19 – Girlfriends Films  | Cherry – JewelBox/Digital Playground            |
| 2012 | Please Make Me Lesbian! 7 – Girlfriends Films         | Girls Love Girls 4 – Jonni Darkko/Evil Angel    |
| 2013 | Mother Superior – Girl Candy Films                    | Slumber Party Cupcake Sluts – Reign Productions |
| 2014 | Women Seeking Women #100 – Girlfriends Films          | Alexis & Asa – Adam & Eve                       |
| 2015 | Women Seeking Women #113 – Girlfriends Films          | Girls Kissing Girls #15 – Sweetheart Video      |
| 2016 | Annika and Carter – Adam & Eve                        | Women Seeking Women #124 – Girlfriends Films    |
| 2017 | Riley & Abella – Adam & Eve                           | Angela Loves Women 2 – AWP                      |
| 2018 | Mother Daughter Exchange Club – Girlfriends Films     | Becoming Elsa – Sweetheart Video                |
| 2019 | Fantasy Factory: Wastelands – Girlsway/Stills By Alan | Women Seeking Women #164 – Girlfriends Films    |
| 2020 | Teenage Lesbian – Adult Time                          |                                                 |
| 2021 | Student Teacher Relations – Sweetheart Video          |                                                 |
| 2022 | Mother Daughter Exchange Club #61 – Girlfriends Films |                                                 |
| 2023 | Kenzie Loves Girls – Wicked Pictures                  |                                                 |
| 2024 | Bad Lesbian #19 – Girlfriends Films                   |                                                 |

### Best All Sex / Gonzo Release
| Jahr | Fan’s Choice                                             | Editor’s Choice                                  |
| ---- | -------------------------------------------------------- | ------------------------------------------------ |
| 2004 | Assplotiations – Mayhem Films                            | Evil Pink – Evil Angel                           |
| 2005 | Jack’s Playground – Digital Playground                   | Anal Expedition – Red Light District Video       |
| 2006 | Jenna Haze Darkside – Jules Jordan Video                 | Vault of Whores – Evil Angel                     |
| 2007 | Chanel Illustrated – ClubJenna/Vivid Entertainment/Pulse | Busty Hookers – The Score Group/Pure Play Media  |
| 2008 | Big Wet Asses 13 – Elegant Angel                         | E for Eva – Jonni Darkko/Evil Angel              |
| 2009 | Nurses – Digital Playground                              | Alexis Texas Is Buttwoman – Elegant Angel        |
| 2010 | Deviance – Skinworxxx/Adam & Eve                         | Horny Heartbreakers – Wicked Pictures            |
| 2011 | Big Wet Asses 18 – Elegant Angel                         | Cheerleaders Academy 2 – Adam & Eve              |
| 2012 | Asa Akira Is Insatiable 2 – Elegant Angel                | Asses for the Masses – Assence/Exile             |
| 2013 | D3viance – Adam & Eve                                    | Meet Bonnie – Digital Sin                        |
| 2014 | Riley Goes Gonzo – Axel Braun Productions                | Tattooed Goddesses – Jules Jordan Video          |
| 2015 | MILF Soup #39 – Bang Bros                                | MILF Performers of the Jahr 2015 – Elegant Angel |
| 2016 | Kayden Kross’ Casting Couch 3 – Airerose Entertainment   | Daddy Knows Best – Blazed Studios                |
| 2017 | Natural Beauties – Vixen.com                             | Hot Wife Cream Pie – Zero Tolerance              |
| 2018 | DP Me #6 – Hard X                                        | # My Ass 4 – Arch Angel                          |
| 2019 | Gang Bang Me 4 – Hard X/Mason                            | Swallowed.com 26 – True Anal/Mike Adriano        |
| 2020 | Angela White: Dark Side – Jules Jordan Video             |                                                  |
| 2021 | Axel Braun’s Down 2 Fuck – Wicked Pictures               |                                                  |
| 2022 | Jada Loves Gonzo – Jules Jordan Films                    |                                                  |
| 2023 | Blacked Raw V56 – Blacked Raw                            |                                                  |
| 2043 | Blacked Raw #79 – Blacked                                |                                                  |

### Best Anal Release
| Jahr | Fan’s Choice                                | Editor’s Choice                |
| ---- | ------------------------------------------- | ------------------------------ |
| 2006 | Ass Worship 8 – Jules Jordan Video          | Ass Hunt – Seymore Butts       |
| 2007 | Rump Riders – Seymore Butts/Pure Play Media | Assploitations – Mayhem        |
| 2019 | Anal Beauty II – Tushy.com                  | Slippery When Wet 4 – Brazzers |
| 2020 | Tushy Raw V12 – Tushy Raw                   |                                |
| 2021 | Tushy Raw #19 – Tushy Raw                   |                                |
| 2023 | Vicki Chase Ninfomana – Evil Angel          |                                |
| 2024 | Awesome Anal Movie – Evil Angel             |                                |

### Best BBW Release
| Jahr | Fan’s Choice                                                     | Editor’s Choice                                      |
| ---- | ---------------------------------------------------------------- | ---------------------------------------------------- |
| 2013 | Kelly Shibari Is Overloaded – Kelly Shibari Entertainment        | Big Girls Are Sexy 3 – New Sensations                |
| 2014 | Big Girls Are Sexy 4 – New Sensations                            | Home Alone Chubbies – Sensational Video              |
| 2015 | Jessica Drake’s Guide to Wicked Sex: Plus Size – Wicked Pictures | Sara Jay Likes Her Girls BBW – Wyde Syde Productions |

### Best Compilation Release
| Jahr | Fan’s Choice                          | Editor’s Choice                            |
| ---- | ------------------------------------- | ------------------------------------------ |
| 2011 | 25 Sexiest Asses Ever – Elegant Angel | Adam & Eve’s 40th Anniversary – Adam & Eve |

### Best Cougar/MILF Release
| Jahr | Fan’s Choice                                       | Editor’s Choice                                  |
| ---- | -------------------------------------------------- | ------------------------------------------------ |
| 2011 | My Friend’s Hot Mom 23 – Naughty America           | Mommy Got Boobs 10 – Brazzers                    |
| 2012 | My Friend’s Hot Mom 30 – Naughty America/Pure Play | Mothers & Daughters – Digital Playground         |
| 2013 | Pure MILFs 3 – Ogee Studios                        | Cougars vs Kittens – Wicked Pictures             |
| 2014 | MILFs Like it Big – Brazzers                       | My Friend’s Hot Mom #42 – Naughty America        |
| 2015 | MILF Soup #39 – Bangbros                           | MILF Performers of the Year 2015 – Elegant Angel |
| 2023 | Anal Craving MILF’s #9 – Evil Angel                |                                                  |

### Best DVD
| Jahr | Fan’s Choice              | Editor’s Choice            |
| ---- | ------------------------- | -------------------------- |
| 2003 | Rush – Digital Playground | Hercules – Wicked Pictures |

### Best Ethnic Release
| Jahr | Fan’s Choice                     | Editor’s Choice              |
| ---- | -------------------------------- | ---------------------------- |
| 2016 | Black & White – Blacked.com      | Black Owner – Jules Jordan   |
| 2017 | Kendra’s Obsession – Blacked.com | Latin Asses #3 – Hard X      |
| 2018 | Black & White #12 – Blacked.com  | Interracial Anal #4 – Dark X |
| 2019 | Blacked Raw V15 – Blacked.com    | Black & Latina – Dark X      |

### Best Feature Production
| Jahr | Fan’s Choice                                                                              | Editor’s Choice                                      |
| ---- | ----------------------------------------------------------------------------------------- | ---------------------------------------------------- |
| 1995 | Sex 2 – VCA Pictures                                                                      |                                                      |
| 1996 | Shock – VCA Pictures                                                                      |                                                      |
| 1997 | Satyr – Wicked Pictures                                                                   |                                                      |
| 1998 | Zazel – CalVista                                                                          | Anna Malle’s Wildlife – Midnight Video               |
| 1999 | Tampa Tushy – Seymore Butts                                                               | Double Feature – Wicked Pictures                     |
| 2000 | Dream Quest – Wicked Pictures                                                             | Sex Island – Adam & Eve                              |
| 2001 | Vengeance – Wicked Pictures                                                               | The Fiesta – Adam & Eve                              |
| 2002 | Devon Stripped – Digital Playground                                                       | Serenity’s Roman Orgy – Wicked Pictures              |
| 2003 | Jenna Loves Kobe – Vivid Entertainment                                                    | Riptide – Sin City                                   |
| 2004 | Bella Loves Jenna – ClubJenna                                                             | Rawhide – Adam & Eve                                 |
| 2005 | The Masseuse – ClubJenna/Vivid Entertainment                                              | Contract Star – Digital Playground                   |
| 2006 | Pirates – Digital Playground/Adam & Eve                                                   | Dark Angels 2 – New Sensations                       |
| 2007 | Corruption – SexZ Pictures                                                                | The New Neighbors – Sllab                            |
| 2008 | Upload – SexZ Pictures                                                                    | Cheerleaders – Digital Playground                    |
| 2009 | Pirates II: Stagnetti’s Revenge – Digital Playground                                      | Fallen – Wicked Pictures                             |
| 2010 | Teachers – Digital Playground                                                             | Pornstar Superheros – Elegant Angel                  |
| 2011 | Top Guns – Digital Playground                                                             | Justice League of Porn Star Heroes – Extreme Comixxx |
| 2012 | Fighters – Digital Playground                                                             | Portrait of a Call Girl – Elegant Angel              |
| 2013 | Code of Honor – Digital Playground                                                        | Wasteland – Elegant Angel                            |
| 2014 | New Behind the Green Door – Vivid Entertainment                                           | Hot Chicks Big Fangs – Digital Playground            |
| 2015 | Second Chances – New Sensations                                                           | Holly Would – Wicked Pictures                        |
| 2016 | Love, Sex, & TV News – Adam & Eve                                                         | Wanted – Wicked Pictures                             |
| 2017 | Preacher’s Daughter – Wicked Pictures                                                     | The Proposal – New Sensations                        |
| 2018 | The Psychiatrist – Pure Taboo                                                             | CamGirl – Wicked Pictures                            |
| 2019 | Confessions of a Sinful Nun 2: The Rise of Sister Mona – Sweetheart Video/Ricky Greenwood | The Seduction of Heidi – Adam & Eve/Kay Brandt       |
| 2020 | Captain Marvel XXX: An Axel Braun Parody – Wicked Pictures                                |                                                      |
| 2021 | Muse – Deeper Studios                                                                     |                                                      |
| 2022 | Black Widow XXX: An Axel Braun Parody – Wicked Pictures                                   |                                                      |
| 2023 | SpideyPool XXX: An Axel Braun Parody – Wicked Pictures                                    |                                                      |
| 2024 | Feed Me – Adult Time                                                                      |                                                      |

### Best Fetish/Specialty Release
| Jahr | Fan’s Choice                                       | Editor’s Choice                                  |
| ---- | -------------------------------------------------- | ------------------------------------------------ |
| 2014 | Bonnie Rotten is Squirtwoman – Elegant Angel       | Ass Hats – LeWood Productions/Evil Angel         |
| 2015 | Liquid Lesbians – Evil Angel                       | Fetish Fantasies – Erotica X                     |
| 2016 | Father Daughter Seductions 2 – Desperate Pleasures | Fifty Shades of Sara Jay – Wyde Syde Productions |
| 2017 | Hot Wife Blindfolded #3 – New Sensations           | School Girl Bound – Digital Sin                  |
| 2018 | Hardcore Gangbang Parodies #3 – Kink.com           | Forbidden Sex #2 – New Sensations                |
| 2019 | Axel Braun’s Nylon 2 – Wicked Pictures             | Watching My Hot Wife 6 – New Sensations          |
| 2020 | Please Fuck My Wife – New Sensations               |                                                  |
| 2021 | It’s a Mommy Thing – Elegant Angel                 |                                                  |
| 2022 | Anal – Deeper Filthy Moms #8 – Brazzers            |                                                  |

### Best Interracial or Ethnic Series
| Jahr | Fan’s Choice | Editor’s Choice        |
| ---- | ------------ | ---------------------- |
| 2004 | Asian Fever  | Whoriental Sex Academy |

### Best MILF Release
| Jahr | Fan’s Choice                              | Editor’s Choice                                  |
| ---- | ----------------------------------------- | ------------------------------------------------ |
| 2011 | My Friend’s Hot Mom #23 – Naughty America | Mommy Got Boobs #10 – Brazzers                   |
| 2012 | My Friend’s Hot Mom #30 – Naughty America | Mothers & Daughters – Digital Playground         |
| 2013 | Pure MILF’s #3 – Ogee Studios             | My Friend’s Hot Mom #42 – Naughty America        |
| 2015 | MILF Soup #39 – Bangbros                  | MILF Performers of the Year 2015 – Elegant Angel |

### Best Non-Feature Production
| Jahr | Gewinner                              |
| ---- | ------------------------------------- |
| 2020 | Sex Addicts Anonymous – Pure Taboo    |
| 2022 | Muse #2 – Deeper                      |
| 2023 | Big Tits Round Asses #66 – Bang Bros  |
| 2024 | Porn Stars Like It Big #33 – Brazzers |

### Best Parody / Comedy
| Jahr | Fan’s Choice                                               | Editor’s Choice                                       |
| ---- | ---------------------------------------------------------- | ----------------------------------------------------- |
| 2007 | Pulp Friction – Adam & Eve                                 | The Da Vinci Load 2 – Hustler Video                   |
| 2008 | Operation Desert Stormy – Wicked Pictures                  | Not the Bradys XXX – X-Play/Hustler Video             |
| 2009 | The Office – A XXX Parody – New Sensations                 | Not The Cosbys XXX – Hustler Video                    |
| 2010 | Batman XXX: A Porn Parody – Vivid Entertainment            | Big Bang Theory: A XXX Parody – New Sensations        |
| 2011 | Superman XXX: A Porn Parody – Vivid Entertainment          | Rocki Whore Picture Show – Wicked Pictures            |
| 2012 | Star Wars XXX – A Porn Parody – Vivid Entertainment        | Beverly Hillbillies: A XXX Parody – X-Play/Adam & Eve |
| 2013 | The Karate Kid XXX – DreamZone Entertainment               | Not Animal House XXX – Adam & Eve                     |
| 2014 | This Ain’t Star Trek XXX #3 – Hustler Video                | The Little Spermaid XXX – DreamZone Entertainment     |
| 2015 | Barbarella XXX: An Axel Braun Parody – Vivid Entertainment | Sisters of Anarchy – Digital Playground               |
| 2016 | Peter Pan XXX: An Axel Braun Parody – Wicked Pictures      | Beauty and the Beast XXX – Exquisite Pleasures        |
| 2017 | Suicide Squad XXX: An Axel Braun Parody – Wicked Pictures  | Star Wars Underworld – Digital Playground             |
| 2018 | Justice League XXX: An Axel Braun Parody – Wicked Pictures | Queen of Thrones – Brazzers                           |
| 2019 | Deadpool XXX: An Axel Braun Production – Wicked Pictures   | Anne: A Taboo Parody – Pure Taboo                     |

### Best Parody (Drama)
| Jahr | Fan’s Choice                                                   | Editor’s Choice                                                    |
| ---- | -------------------------------------------------------------- | ------------------------------------------------------------------ |
| 2012 | Rocky XXX: A Parody Thriller! – X-Play/Adam & Eve              | Zorro XXX: A Pleasure Dynasty Parody – Jama/Pleasure Dynasty/Exile |
| 2013 | This Ain’t Avatar 2 XXX: Escape from Pandwhora – Hustler Video | Breaking Bad XXX: A Sweet Mess Films Parody – Exquisite Films      |
| 2014 | Snow White XXX: An Axel Braun Parody – Wicked Pictures         | Rambone XXX – DreamZone Entertainment                              |

### Best Parody (Superhero)
| Jahr | Fan’s Choice                                                    | Editor’s Choice                                                |
| ---- | --------------------------------------------------------------- | -------------------------------------------------------------- |
| 2012 | Avengers XXX – A Porn Parody – VividXXXSuperheroes              | Tomb Raider XXX: An Exquisite Films Parody – Paradox/Exquisite |
| 2013 | Dark Knight XXX: A Porn Parody – Vivid Entertainment            | Superman vs Spiderman XXX – Vivid Entertainment                |
| 2014 | Captain America XXX: An Axel Braun Parody – Vivid Entertainment | Spiderman XXX #2: An Axel Braun Parody – Vivid Entertainment   |

### Best Parody Release
| Jahr | Fan’s Choice                                           | Editor’s Choice                                |
| ---- | ------------------------------------------------------ | ---------------------------------------------- |
| 2015 | Barbarella: An Axel Braun Parody – Vivid Entertainment | Sisters of Anarchy – Digital Playground        |
| 2016 | Peter Pan XXX: An Axel Braun Parody – Wicked Pictures  | Beauty and the Beast XXX – Exquisite Pleasures |

### Best Series
| Jahr | Fan’s Choice                                | Editor’s Choice                            |
| ---- | ------------------------------------------- | ------------------------------------------ |
| 2003 | Barely Legal – Hustler Video                | No Man’s Land – Video Team                 |
| 2004 | Dream Girls Adventures – Dream Girls        | Jack’s Playground – Digital Playground     |
| 2005 | Jack’s Playground – Digital Playground      | Anal Expedition – Red Light District Video |
| 2006 | Where The Boys Aren’t – Vivid Entertainment | Barely Legal – Hustler Video               |
| 2007 | Island Fever – Digital Playground           | College Invasion – Shane’s World           |
| 2008 | Jack’s Playground – Digital Playground      | Couples Seduce Teens – Pink Visual         |
| 2009 | Jack’s Playground – Digital Playground      | Big Wet Asses – Elegant Angel              |
| 2010 | Bang Bus – Bang Bros                        | My Friend's Hot Mom – Naughty America      |
| 2013 | RAW – Evil Angel                            | Women Seeking Women – Girlfriends Films    |
| 2014 | RAW – Evil Angel                            | Performers of the Jahr – Elegant Angel     |
| 2015 | Tonight’s Girlfriend – Naughty America      | Pure – Airerose Entertainment              |
| 2016 | My Sister's Hot Friends – Naughty America   | Performers of the Year – Elegant Angel     |
| 2017 | Women Seeking Women – Girlfriends Films     | Tonight’s Girlfriend – Naughty America     |

### Best Star Showcase
| Jahr | Fan’s Choice                                          | Editor’s Choice                                |
| ---- | ----------------------------------------------------- | ---------------------------------------------- |
| 2017 | Lana – Tushy                                          | Riley Reid Overexposed – Adam & Eve            |
| 2018 | Ultimate Fuck Toy: Jill Kassidy – Jules Jordan        | Tori Black is Back – Lesbian X                 |
| 2019 | Ultimate Fuck Toy: Lana Rhoades – Jules Jordan Video  | Ariana Marie: A Little Bit Harder – Evil Angel |
| 2022 | Ultimate Fuck Toy: Gabbie Carter – Jules Jordan Films |                                                |

### Best Transsexual Release
| Jahr | Fan’s Choice                                | Editor’s Choice                           |
| ---- | ------------------------------------------- | ----------------------------------------- |
| 2012 | America's Next Top Tranny 15 – Devil’s Film | Rogue Adventures 37 – Evil Angel          |
| 2013 | Forbidden Lovers – Trans-Romantic Films     | American She-Male 2 – Evil Angel          |
| 2014 | America’s Next Top Tranny #19 – Goodfellas  | TS, I Love You – Evil Angel               |
| 2015 | Transsexual Babysitters #27 – Devil’s Film  | American Tranny #4 – Reality Junkies      |
| 2016 | Transsexual Babysitters #28 – Devil’s Film  | Aubrey Kate’s TS Fantasies – Transsensual |
| 2018 | TS Factor #10 – Evil Angel                  | Trans Massage – Gender X                  |
| 2019 | Chanel Santini: TS Superstar – Evil Angel   | Transgendered Bosses – Gender X           |
| 2021 | Daisy Taylor: TS Superstar – Grooby         |                                           |
| 2022 | Exclusive Angel Emma Rose – Trans Angels    |                                           |
| 2023 | Girls Will Be Girls – Brazzers              |                                           |
| 2023 | Movie Night – Adult Time                    |                                           |

### Best Video Packaging
| Jahr | Fan’s Choice           | Editor’s Choice          |
| ---- | ---------------------- | ------------------------ |
| 2010 | 2040 – Wicked Pictures | The 8th Day – Adam & Eve |

### First Choice Awards
| Jahr | Film                                        | Studio                               |
| ---- | ------------------------------------------- | ------------------------------------ |
| 2005 | Pirates                                     | Digital Playground/Adam & Eve        |
| 2005 | Catherine                                   | Ninn Worx                            |
| 2006 | Tailgunners                                 | Adam & Eve                           |
| 2006 | Fashionistas Safado: The Challenge          | Evil Angel                           |
| 2007 | Operation: Desert Stormy                    | Wicked Pictures                      |
| 2007 | Not The Bradys XXX                          | X-Play/Hustler Video                 |
| 2008 | Pirates II: Stagnetti’s Revenge             | Digital Playground                   |
| 2008 | This Ain’t the Munsters XXX                 | Hustler Video                        |
| 2009 | 2040                                        | Wicked Pictures                      |
| 2009 | The 8th Day                                 | Adam & Eve                           |
| 2010 | Body Heat                                   | Digital Playground                   |
| 2010 | Speed                                       | Wicked Pictures                      |
| 2010 | This Ain’t Avatar XXX 3D                    | Hustler Video                        |
| 2011 | Spider-Man XXX: A Porn Parody               | Vivid Entertainment                  |
| 2011 | Rocky XXX: A Parody Thriller                | X-Play/Adam & Eve                    |
| 2011 | Spartacus XXX: The Beginning                | Miko Lee/London-Gunn/Wicked Pictures |
| 2012 | Men in Black: A Hardcore Parody             | Wicked Pictures                      |
| 2012 | D3viance                                    | Rockstar/skinworXXX/Adam & Eve       |
| 2012 | Not Animal House XXX                        | X-Play/Adam & Eve                    |
| 2012 | Dark Knight XXX: A Porn Parody              | VividXXXSuperheroes                  |
| 2013 | Not the Wizard of Oz XXX                    | X-Play                               |
| 2013 | Wanderlust                                  | Wicked Pictures                      |
| 2013 | The New Behind the Green Door               | Vivid Entertainment                  |
| 2014 | Sleeping Beauty XXX: An Axel Braun Parody   | Wicked Pictures                      |
| 2014 | Not Jersey Boys XXX: A Porn Musical         | X-Play Video                         |
| 2014 | Wetwork                                     | Vivid Entertainment                  |
| 2015 | Peter Pan XXX: An Axel Braun Parody         | Wicked Fairy Tales/Wicked Pictures   |
| 2015 | Sleeping with Danger                        | DreamZone Entertainment              |
| 2015 | Wanted                                      | Wicked Pictures/Adam & Eve           |
| 2016 | Babysitting the Baumgartners                | Adam & Eve                           |
| 2016 | Suicide Squad XXX: An Axel Braun Parody     | Wicked Comix                         |
| 2016 | Not Traci Lords XXX: '80s Superstars Reborn | X-Play/Pulse                         |
| 2017 | Bad Babes, Inc.                             | Adam & Eve                           |
| 2017 | Justice League XXX: An Axel Braun Parody    | Wicked Pictures                      |
| 2017 | The Submission of Emma Marx: Evolved        | New Sensations                       |
| 2019 | Love Emergency                              | Adam & Eve                           |
| 2019 | Captain Marvel XXX: Axel Braun Parody       | Wicked Comix                         |
| 2019 | What We Do For Money                        | Sweet Sinner                         |
| 2021 | Love, Sex & Lawyers                         | Adam & Eve                           |
| 2021 | Black Widow XXX: An Axel Braun Parody       | Wicked Comix                         |
| 2022 | Dark Is the Night                           | Wicked Pictures                      |
| 2022 | Love, Sex & Fashion                         | Adam & Eve                           |
| 2023 | Redemption                                  | Adam & Eve                           |

## Studiopreise

### Best Adult Internet Site
| Jahr | Fan’s Choice  | Editor’s Choice |
| ---- | ------------- | --------------- |
| 2003 | ClubJenna.com | MikeSouth.com   |
| 2004 | ClubJenna.com | DPTonight.com   |
| 2009 | Freeones.com  | Twistys.com     |
| 2012 | BangBros.com  | VNAGirls.com    |

### Cam Website Company of the Year
| Jahr | Fan’s Choice | Editor’s Choice |
| ---- | ------------ | --------------- |
| 2017 | Chaturbate   | MyFreeCams      |
| 2018 | PornHub.com  | CamSoda.com     |
| 2019 | FreeOnes.com | PornHub.com     |

### Best Individual Website
| Jahr | Fan’s Choice   | Editor’s Choice |
| ---- | -------------- | --------------- |
| 2012 | TheLisaAnn.com | JoannaAngel.com |

### Best Live Webcam
| Jahr | Fan’s Choice | Editor’s Choice |
| ---- | ------------ | --------------- |
| 2017 | Chaturbate   | MyFreeCams      |
| 2018 | Chaturbate   | Camsoda         |

### Best New Production Company
| Jahr | Fan’s Choice                 | Editor’s Choice   |
| ---- | ---------------------------- | ----------------- |
| 2004 | Zero Tolerance Entertainment | Nectar            |
| 2005 | Gina Lynn Productions        | Acid Rain         |
| 2006 | Vouyer Media                 | Black Ice Limited |

### Best Production Company
| Jahr | Fan’s Choice       | Editor’s Choice              |
| ---- | ------------------ | ---------------------------- |
| 2000 | Wicked Pictures    |                              |
| 2001 | Adam & Eve         |                              |
| 2002 | Digital Playground | Wicked Pictures              |
| 2003 | Evil Angel         | Sin City                     |
| 2004 | Digital Playground | Private Media Group          |
| 2005 | Digital Playground | ClubJenna                    |
| 2006 | ClubJenna          | Zero Tolerance Entertainment |
| 2007 | Digital Playground | Wicked Pictures              |
| 2008 | Digital Playground | Hustler Video                |
| 2009 | Brazzers           | Wicked Pictures              |
| 2010 | Digital Playground | Hustler Video                |
| 2011 | Digital Playground | Wicked Pictures              |
| 2012 | Brazzers           | Girlfriends Films            |
| 2013 | Wicked Pictures    | Naughty America              |
| 2014 | Wicked Pictures    | Vivid Entertainment          |
| 2015 | Evil Angel         | Wicked Pictures              |
| 2016 | Blacked            | Girlfriends Films            |
| 2018 | Blacked            | Adam & Eve                   |
| 2019 | Tushy.com          | Wicked Pictures              |
| 2020 | Vixen Media Group  |                              |
| 2021 | Mile High Media    |                              |
| 2022 | Brazzers           |                              |
| 2023 | Adult Time         |                              |

## Lifetime Achievement Award
| Jahr | Gewinner         |
| ---- | ---------------- |
| 1997 | Ron Jeremy       |
| 1998 | Randy West       |
| 1999 | Peter North      |
| 2000 | Seymore Butts    |
| 2001 | Larry Flynt      |
| 2001 | Jimmy Flynt      |
| 2002 | Ginger Lynn      |
| 2002 | Paul Fishbein    |
| 2003 | Dennis Hof       |
| 2005 | Suze Randall     |
| 2006 | Randy Spears     |
| 2007 | Dennis Hof       |
| 2008 | Steve Orenstein  |
| 2009 | Will Ryder       |
| 2010 | Cousin Stevie    |
| 2011 | James Bartholet  |
| 2012 | Axel Braun       |
| 2013 | Steven St. Croix |
| 2014 | Tony Batman      |
| 2015 | Dan O’Connell    |
| 2016 | Evan Stone       |
| 2017 | Greg Lansky      |
| 2018 | Kay Brandt       |
| 2019 | Johnathan Morgan |
| 2022 | Miles Long       |
| 2023 | Michael Mark     |
| 2024 | Conor Coxxx      |

## Miss Congeniality
| Jahr | Gewinner          |
| ---- | ----------------- |
| 2001 | Anna D. Caans     |
| 2004 | Olivia O’Lovely   |
| 2005 | Maya Divine       |
| 2006 | Sunny Lane        |
| 2010 | Nicki Hunter      |
| 2012 | Bonnie Rotten     |
| 2013 | Danica Dillon     |
| 2014 | Aiden Ashley      |
| 2014 | Dillion Harper    |
| 2015 | Kendra Sunderland |
| 2016 | Lauren Phillips   |
| 2017 | Lexi Luna         |
| 2018 | Della Dane        |
| 2020 | Heather Heaven    |
| 2021 | Ms. Parker        |
| 2022 | Kleio Valentien   |
| 2023 | Dora Kola         |
| 2024 | Stephanie Love    |

## NightMoves Hall of Fame
| Jahr | Gewinner           |
| ---- | ------------------ |
| 2007 | Alisha Klass       |
| 2007 | Anna Malle         |
| 2007 | Chloe              |
| 2007 | Gina Lynn          |
| 2007 | Ginger Lynn        |
| 2007 | Jenna Jameson      |
| 2007 | Jewel De’Nyle      |
| 2007 | Jill Kelly         |
| 2007 | Randy West         |
| 2007 | Ron Jeremy         |
| 2007 | Sean Michaels      |
| 2007 | Serenity           |
| 2007 | Seymore Butts      |
| 2007 | Stormy Daniels     |
| 2007 | Tera Patrick       |
| 2008 | Belladonna         |
| 2008 | Carmen Luvana      |
| 2008 | Jesse Jane         |
| 2009 | Jessica Drake      |
| 2009 | Kylie Ireland      |
| 2009 | Tommy Gunn         |
| 2010 | Dennis Hof         |
| 2011 | Rebecca Bardoux    |
| 2011 | Erica McLean       |
| 2012 | Vicky Vette        |
| 2012 | Tony Batman        |
| 2013 | Barrett Blade      |
| 2013 | Joanna Angel       |
| 2014 | Axel Braun         |
| 2014 | Sunny Lane         |
| 2015 | Misty Stone        |
| 2015 | Julia Ann          |
| 2015 | Prinzzess          |
| 2015 | Felicity Jade      |
| 2016 | Will Ryder         |
| 2016 | Gia Nova           |
| 2017 | Nikki Delano       |
| 2017 | James Bartholet    |
| 2018 | Katie Sutra        |
| 2018 | Adriana Chechik    |
| 2019 | Flynt Dominic      |
| 2019 | Jillian Janson     |
| 2020 | Lauren Philips     |
| 2021 | Miles Long         |
| 2022 | Rachel Starr       |
| 2022 | Janine Jericho     |
| 2023 | „Dirty“ Bob Krotts |
| 2023 | Derek Hay          |
| 2023 | Shelby Doll        |